# لكهمبستيد (باركشير)
لكهمبستيد (بالإنجليزية: Leckhampstead, Berkshire)‏ هي قرية و أبرشية مدنية تقع في المملكة المتحدة في إنجلترا. يقدر عدد سكانها بـ 343 نسمة ومساحتها 7.13 كم2 .